# Palpomyia magnispinosa
Palpomyia magnispinosa är en tvåvingeart som beskrevs av Clastrier 1962. Palpomyia magnispinosa ingår i släktet Palpomyia och familjen svidknott.
Artens utbredningsområde är Frankrike. Inga underarter finns listade i Catalogue of Life.